# St. Nicolai (Osterwieck)

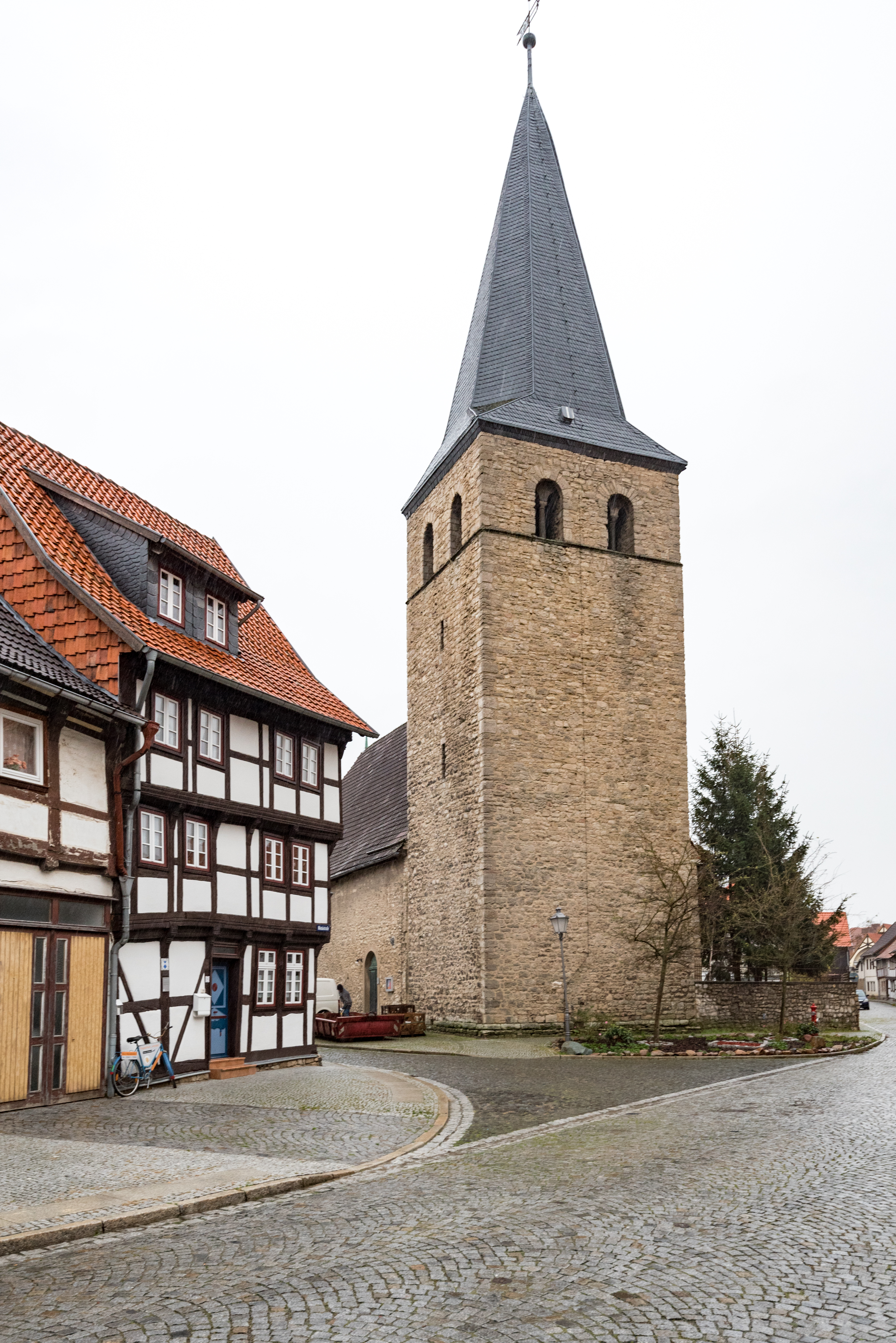
St. Nicolai (Osterwieck)

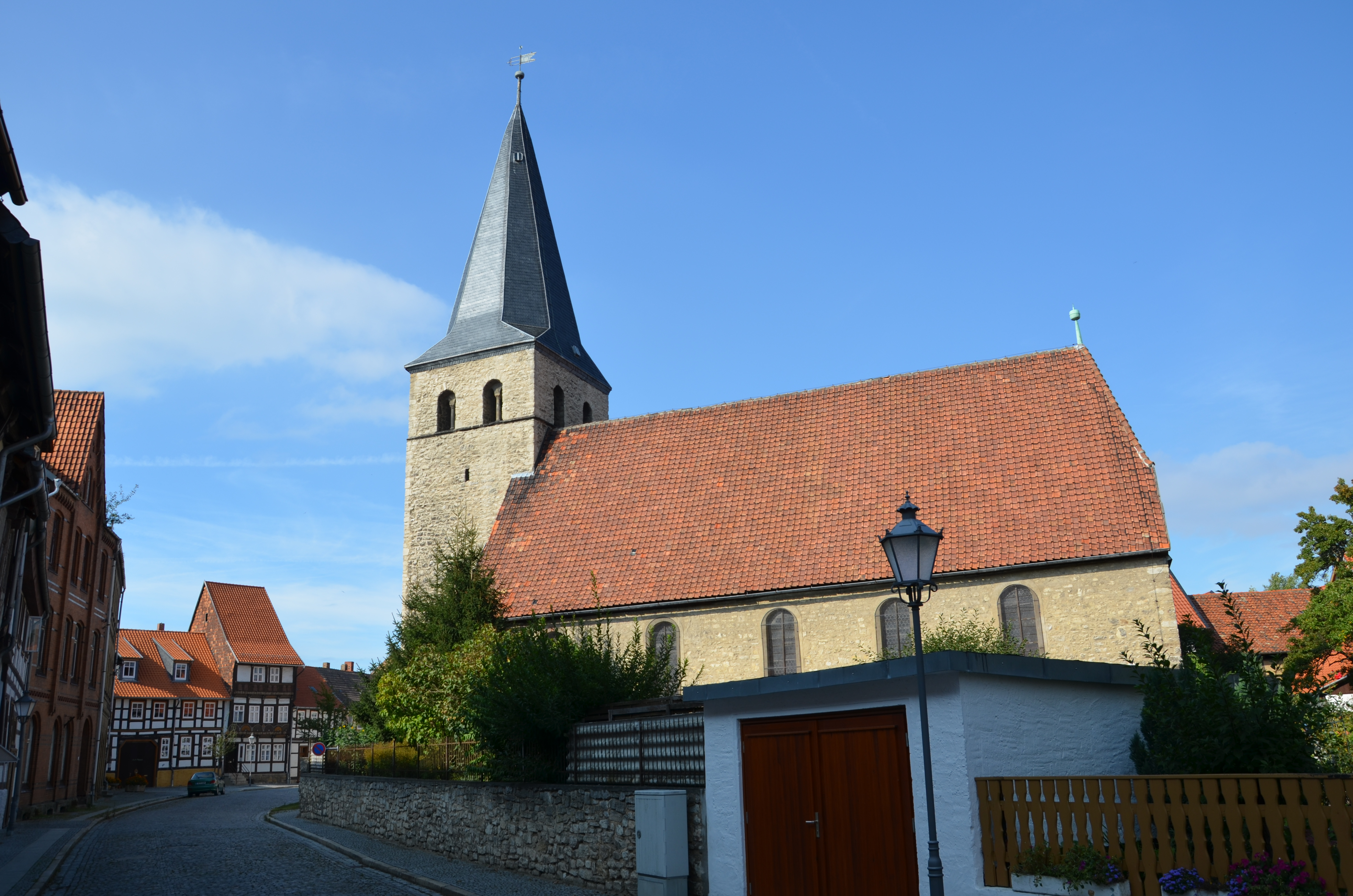
Ansicht von Süden

Die evangelische Kirche St. Nicolai ist eine nachgotische Saalkirche in Osterwieck im Landkreis Harz in Sachsen-Anhalt. Sie gehört zum Kirchspiel Osterwieck im Evangelischen Kirchenkreis Halberstadt der Evangelischen Kirche in Mitteldeutschland.

## Geschichte und Architektur
Die Kirche wurde nach einer Bauinschrift auf der Südseite im Jahr 1583 als einschiffiger Rechteckbau unter Verwendung eines Westturms von einem 1262 urkundlich erwähnten Vorgängerbauwerk erbaut. Dieser Turm ist mit paarig angeordneten Schallöffnungen auf jeder Seite versehen, die durch zierliche Säulchen zweigeteilt sind. Das Schiff wird durch ein rundbogiges Südportal erschlossen, das wahrscheinlich ebenfalls älter ist und nach der Kapitellornamentik bereits vom Anfang des 13. Jahrhunderts stammt. Im Innern wird das Schiff durch eine Balkendecke abgeschlossen, die mit floral bemalten Unterzügen versehen ist und durch eine hölzerne Mittelstütze getragen wird. Eine zweiseitige Empore ist eingebaut, deren westlicher Teil mit Passionsgemälden in den Brüstungsfeldern, darunter auch Wappen der Ratsherren und weiterer prominenter Personen der Stadt aus der Mitte des 17. Jahrhunderts versehen ist. Die nördliche Empore ist vermutlich etwas jünger; die Westempore wurde für deren Einbau etwas gekürzt. Zwei Brüstungsfelder sind heute unter der Westempore an der Wand befestigt.

## Ausstattung
Aus dem Vorgängerbau stammt das künstlerisch wertvolle gemalte Altarretabel aus einer Halberstädter Werkstatt der zweiten Hälfte des 15. Jahrhunderts unter dem Einfluss des Conrad von Soest. Auf dem Mittelbild ist eine figurenreiche Kreuzigung mit einer sehr fein ausgeführten Gruppe der trauernden Frauen dargestellt. Seitlich und auf den Flügeln sind in zwei Reihen übereinander Szenen aus der Passionsgeschichte, sowie die Auferstehung, Christus in der Vorhölle, die Ausgießung des Heiligen Geistes und das Jüngste Gericht dargestellt, darunter hervorzuheben ist auch die ornamental bemalte Rahmung mit Bildnismedaillons. In der Predella sind Christus und die zwölf Apostel als Halbfiguren zu sehen. Auf den Flügelaußenseiten sind Szenen aus der Sixtus- und Stephanuslegende dargestellt.
Die auf das Jahr 1664 datierte hölzerne Kanzel wird durch eine Figur des Nikolaus oder Sixtus getragen. Am Kanzelkorb sind die vier Evangelisten und Paulus dargestellt; an der Treppe die Himmelsleiter aus Jakobs Traum. 
Zwei kleine Epitaphe sind mit Beschlag- und Rollwerk geschmückt; sie zeigen die Auferstehung Christi von Karyatiden gerahmt (1594) und die Stifterfamilie den Gekreuzigten anbetend aus der zweiten Hälfte des 16. Jahrhunderts. Zur Ausstattung gehören außerdem ein geschnitzter barocker Kruzifixus sowie Wappenscheiben des 17./18. Jahrhunderts in den Ostfenstern.
Die Orgel wurde in die Kirche Stötterlingen umgesetzt.